# Traian Ionescu
Traian Ionescu, né le 17 juillet 1923 à Văleni en Roumanie et mort le 4 octobre 2006 à Bucarest en Roumanie, était un joueur et entraîneur de football roumain, qui évoluait au poste de gardien de but.
Il compte cinq sélections en équipe nationale entre 1948 et 1949.

## Biographie

### Carrière de joueur
Avec le CCA Bucarest, il remporte un titre de champion de Roumanie et deux Coupes de Roumanie.

### Carrière internationale
Traian Ionescu compte cinq sélections avec l'équipe de Roumanie entre 1948 et 1949.
Il est convoqué pour la première fois par le sélectionneur national Iuliu Baratky pour un match amical contre la Bulgarie le 20 juin 1948 (victoire 3-2). Il reçoit sa dernière sélection le 22 mai 1949 contre la Tchécoslovaquie (défaite 3-2).  

### Carrière d'entraîneur
Avec le Dinamo Bucarest, il remporte quatre titres de champion de Roumanie et deux Coupes de Roumanie.
Il remporte également un titre de champion de Turquie avec Fenerbahçe.

## Palmarès

### Joueur
- Avec le CCA Bucarest :
  - Champion de Roumanie en 1951
  - Vainqueur de la Coupe de Roumanie en 1949 et 1950

### Entraîneur
- Avec le Petrolul Ploiești :
  - Vice-Champion de Roumanie en 1955

- Avec le Dinamo Bucarest :
  - Champion de Roumanie en 1963, 1964, 1965, 1971
  - Vainqueur de la Coupe de Roumanie en 1964 et 1968

- Avec le Fenerbahçe :
  - Champion de Turquie en 1970